# Alfred Woodcock
Alfred Woodcock (ur. 7 września 1905, zm. 26 lutego 2005 w Oakland, Kalifornia) – amerykański oceanograf i meteorolog. Odkrył, na podstawie lotu mew, pomiarów temperatury i ciśnienia, dwa rodzaje ruchów konwekcyjnych poniżej warstwy chmur zależne od siły wiatru. Na podstawie:
1. ruchu meduz, które unoszą się 45 stopni na lewo od kierunku wiatru,
2. obserwacji, że wodorosty układają się równolegle do wiatru pokazał jako pierwszy istnienie cyrkulacji Langmuira w oceanie.

Pod koniec II wojny światowej uczestniczył w eksperymencie badającym wiatry pasatowe na Północnym Atlantyku i pokazał, że spadek temperatury zależny od wysokości w chmurach zawiera się pomiędzy sucho-adiabatycznym (10 stopni na kilometr), a wilgotno-adiabatycznycm (6.5 stopnia na kilometr). Był to pierwszy eksperyment, z którego wynikało, że chmury mieszają się z powietrzem, które je otacza. W czasie prac oceanograficznych zauważył, że powietrze zawiera cząstki soli.  Poczynając od 1949 roku opublikował serię artykułów, w których pokazał, że aerozole (cząstki) soli morskiej mają wpływ na tworzenie się kropel deszczu i opady z chmur nad oceanami. Opublikował ponad 80 artykułów naukowych, ostatni w wieku 92 lat. 
Obecnie ta hipoteza stanowi podstawę jednego z najbardziej dyskutowanych sprzężeń zwrotnych dotyczących ogólnej zmiany klimatu. Jest tak, ponieważ ilość aerozolu soli morskiej zależy od załamujących się fal, załamywanie się fal zależy od prędkości wiatru, ilość soli morskiej w powietrzu reguluje powstawanie chmur i opadu w obszarze wiatrów pasatowych, a pokrywa chmur kontroluje ziemskie albedo, czyli ilość promieniowania słonecznego dochodzącego do powierzchni ziemi, a ilość dochodzącego promieniowania kontroluje temperaturę powierzchni oceanu.